# Benno Eggert

Benno Eggert

Eduard Benno Eggert (* 14. Oktober 1885 in Stuttgart; † 28. Januar 1983 in Rosenheim) war ein deutscher Stillleben- und Landschaftsmaler, Illustrator und Kunsthistoriker.
In seinem Werk sind Einflüsse des Naturalismus und des Impressionismus erkennbar.

## Leben
Benno Eggert war der Sohn des Oberjustizrats, Gefängnisdirektors und Schriftstellers Eduard Gottlob Eggert (1852–1926) und dessen Frau Maria (geborene Keller, 1857–1951). Der Schriftsteller Walther Eggert (1880–1936) war sein älterer Bruder, Marianne Eggert (1889–1949) seine jüngere Schwester. Er war der Neffe des Münchener Secessions-Gründers Paul Wilhelm Keller-Reutlingen, Cousin der Malerin Maria Caspar-Filser und Onkel des Malers und Illustrators Jan Balet. Er besuchte zunächst das Karlsgymnasium in Stuttgart und später das Gymnasium in Konstanz, wo er sein Abitur machte. Er verspürte nach eigenen Angaben bereits früh „den Hunger nach Licht und Farbe, nach Freiheit und Reinheit der Natur“ und verlebte seine Gymnasialzeit am Bodensee, bevor er an den Universitäten Würzburg, München (bei Wilhelm Pinder Heinrich Wölfflin), Berlin, Wien und Tübingen Kunstgeschichte studierte und im Jahr 1909 in Tübingen mit der 1910 publizierten Dissertation Studien zur Entwicklung der menschlichen Figur im niederländischen Quattrocento zum Dr. phil. promoviert wurde. Sein Studium, das er in den Jahren von 1910 bis 1912 an der Kunstgewerbeschule München, in der dortigen Meisterklasse von Robert Engels, und als Schüler in der Abendaktklasse bei Hermann Groeber fortsetzte, finanzierte er als Mitarbeiter und künstlerischer Beirat der Münchner Kunstzeitschrift für Schwarz-Weiß-Kunst und Dichtung Licht und Schatten. Als Künstler debütierte er in der Münchner Sezession.
Nach dem Ende des Ersten Weltkrieges richtete Eggert sein Atelier im Oberwalchenhof in Kutterling ein, 1923 zog er nach Rosenheim. Reisen führten ihn in die Schweiz, nach Italien, Frankreich, Ungarn und Norwegen.
Eggert starb im Jahr 1983 in Rosenheim.

## Werk
In der für Eggert fruchtbaren Schaffensperiode der  Nachkriegszeit, die er in Kutterling verlebte, gehörte die Landschaft um Aibling, insbesondere das Aiblinger Moor zu seinen bevorzugten Motiven. 1920/21 schuf er Holzschnitte zu einer Decamerone-Ausgabe, ein Mappenwerk, das großen Erfolg hatte. Als Graphiker Autodidakt, arbeitete er u. a. für die Wochenschrift Licht und Schatten.
In den Jahren vor und während des Zweiten Weltkrieges schuf Eggert in Rosenheim mehrere Fresken (Posthäuser in der Luitpoldstraße, Amtsgericht, Finanzamt) die den nationalsozialistischen Kunst- und Propagandaidealen entsprachen, machte sich aber vor allem durch seine Stillleben mit Blumen- und Obstmotiven, durch Gemälde oberbayerischer Landschaften und Szenen aus dem Theatermilieu einen Namen. Dabei blieb er seinem von Naturalismus und Impressionismus geprägten Stil über Jahrzehnte treu.
Mehrere seiner Gemälde fielen am 6. Juni 1931 dem Brand des Münchener Glaspalastes zum Opfer. Die in  Rosenheim geschaffenen Fresken wurden durch Kriegseinwirkungen vernichtet.
Eggert war am Aufbau der Sammlung Max Bram (in der Städtischen Galerie Rosenheim) und verschiedener Kunstorganisationen beteiligt. Er unterstützte die Künstlergemeinschaften „Die Welle“ (1922–1934) in Prien am Chiemsee und „Die Frauenwörther“ auf Frauenchiemsee sowie die Kunstvereine Rosenheim und Aibling.
Werke (Auswahl)
- Illustrationen zu Walter Flechs: Das Weihnachtsmärchen des 50. Regiments. München 1918.
- Holzschnitte zu Eduard Reinacher: Täwas. Verlag von Oskar Wöhrle, Konstanz 1922.
- Die Speerwerfer. Gemeinschaftshaus Raubling, 1934/1935.

## Mitgliedschaften und Ehrenmitgliedschaften
- Mitglied, später Ehrenmitglied der Münchener Künstlergenossenschaft königlich privilegiert 1868.
- Ehrenmitglied des Rosenheimer Kunstvereins.